# Anatoli (Vorname)
Anatoli ist ein aus dem Griechischen stammender Vorname. In Russland und in der Ukraine ist der Name hauptsächlich männlich.

## Herkunft und Bedeutung
Griechisch: Ἀνατόλιος (Anatolios), von ἀνατολή ,Sonnenaufgang’

## Varianten
- deutsch: Anatol
- französisch: Anatole
- lateinisch: Anatolius
- lettisch: Anatols
- litauisch: Anatolijus
- polnisch: Anatol, Anatoliusz
- russisch: Анатолий (Anatolij/Anatoli)
- ukrainisch: Анатолій (Anatolij)
- belarussisch: Анатоль (Anatol)

## Verbreitung
Der Vorname ist besonders im orthodoxen Raum (Russland und Ukraine) sehr beliebt.

## Bekannte Namensträger

### Anatol
→ siehe: Anatol

### Anatole
- Anatole Abragam (1914–2011), russisch-französischer Physiker
- Anatole Ak (* 1956), österreichischer Maler
- Anatole de Baudot (1834–1915), französischer Architekt, Architekturtheoretiker und Restaurator
- Anatole Broyard (1920–1990), US-amerikanischer Autor, Literaturkritiker und Herausgeber
- Anatole Deibler (1863–1939), von 1899 bis 1939 Scharfrichter Frankreichs
- Anatole Demidoff di San Donato (1813–1870), russischer Großindustrieller und Mäzen
- Anatole France (1844–1924), französischer Schriftsteller
- Anatole de Grunwald (1910–1967), russischer Filmproduzent
- Anatole Katok (1944–2018), US-amerikanischer Mathematiker
- Anatole Kitain (1903–1980), russisch-US-amerikanischer Pianist
- Anatole Litvak (geb. Mikhail Anatol Litvak; 1902–1974), ukrainischer Filmemacher
- Anatole Mallet (1837–1919), Schweizer Ingenieur
- Anatole de Monzie (1876–1947), französischer Politiker
- Anatole Ngamukol (* 1988), französisch-äquatorialguineischer Fußballspieler
- Anatole Taubman (* 1970), Schweizer Schauspieler

### Anatoli
- Anatoli Abramow (1915–1983), sowjetischer Schauspieler
- Anatoli Leonidowitsch Adamischin (1934–2025), russischer Diplomat, Politiker und Geschäftsmann
- Anatoli Michailowitsch Albul (1936–2013), sowjetischer Ringer
- Anatoli Nikolajewitsch Alexandrow (1888–1982), russischer Komponist
- Anatoli Baranzew (1926–1992), sowjetischer Schauspieler, Schauspiellehrer und Synchronsprecher
- Anatoli Walentinowitsch Bogdanow (* 1981), russisch-kasachischer Fußballspieler
- Anatoli Nikolajewitsch Bukrejew (1958–1997), sowjetischer/russischer Bergsteiger
- Anatoli Stepanowitsch Djatlow (1931–1995), sowjetischer Ingenieur im Kernkraftwerk Tschernobyl
- Anatoli Anatoljewitsch Durow (1887–1928), russischer Tiertrainer
- Anatoli Filatow (Pokerspieler) (* 1988), russischer Pokerspieler
- Anatoli Wassiljewitsch Firsow (1941–2000), russischer Eishockeyspieler
- Anatoli Timofejewitsch Fomenko (* 1945), russischer Mathematiker
- Anatoli Gerassimow (1945–2013), russischer Jazzmusiker, Komponist und Arrangeur
- Anatoli Pawlowitsch Grizenko (* 1958), ukrainisch-russischer Politiker
- Anatoli Gurtowoi, russischer Geschäftsmann und Pokerspieler
- Anatoli Hurin (* 1984), ukrainischer Rennrodler
- Anatoli Wassiljewitsch Iwanow (Musiker) (1934–2012), russischer Paukist, Komponist und Dirigent
- Anatoli Jakovlev (* 1990), estnischer Eishockeyspieler
- Anatoli Iwanowitsch Kalaschnikow (1930–2007), sowjetischer und russischer Grafiker
- Anatoli Jewgenjewitsch Karpow (* 1951), russischer Schachspieler
- Anatoli Andrejewitsch Kaschirow (* 1987), russischer Basketballspieler
- Anatoli Michailowitsch Kaschpirowski (* 1939), russischer Psychotherapeut, Hypnotiseur und Wunderheiler
- Anatoli Lasarewitsch Kolodkin (1928–2011), russischer Jurist und Richter
- Anatoli Sergejewitsch Komarowski (1909–1955), russischer Musiker
- Anatoli Korolkewitsch (1901–1977), sowjetischer Schauspieler
- Anatoli Krikun (* 1948), sowjetischer Basketballspieler und -trainer
- Anatoli Kubazki (1908–2001), sowjetischer Schauspieler
- Anatoli Issajewitsch Kudrjawizki (* 1954), russisch-irischer Schriftsteller und Übersetzer
- Anatoli Jakowlewitsch Lein (1931–2018), sowjetisch-US-amerikanischer Schachspieler
- Anatoli Konstantinowitsch Ljadow (1855–1914), russischer Komponist
- Anatoli Wassiljewitsch Lunatscharski (1875–1933), russischer Politiker
- Anatoli Stepanowitsch Lutikow (1933–1989), sowjetischer Schachspieler und -trainer
- Anatoli Jewstignejewitsch Masljonkin (1930–1988), sowjetischer Fußballspieler
- Anatoli Arkadjewitsch Michailow (1936–2022), sowjetischer Leichtathlet
- Anatoli Isserowitsch Neischtadt (* 1950), russischer Mathematiker
- Anatoli Felixowitsch Osmolowski (* 1969), russischer Aktionskünstler und Kurator
- Anatoli Nikolajewitsch Pepeljajew (1891–1938), russischer Feldherr und Weißgardist
- Anatoli Naumowitsch Rybakow (1911–1998), russischer Schriftsteller
- Anatoli Markowitsch Schabotinski (1938–2008), russischer Physiker
- Anatoli Anatoljewitsch Semjonow (* 1962), sowjetisch-russischer Eishockeyspieler und -trainer
- Anatoli Jakowlewitsch Solowjow (* 1948), sowjetischer Kosmonaut
- Anatoli Stolbow (1933–1996), sowjetischer bzw. russischer Schauspieler
- Anatoli Timofejewitsch Swerew (1931–1986), russischer Maler
- Anatoli Syrin (* 1989 oder 1990), russischer Pokerspieler
- Anatoli Wladimirowitsch Tarassow (1918–1995), sowjetischer Eishockeyspieler und -trainer
- Anatoli Borissowitsch Tschubais (* 1955), russischer Politiker und Unternehmer
- Anatoli Gawrilowitsch Ufimzew (1914–2000), kasachisch-sowjetischer Schachmeister und -theoretiker
- Anatoli Petrowitsch Wapirow (* 1947), russischer Jazz-Klarinettist, Saxophonist und Komponist
- Anatoli Moissejewitsch Werschik (1933–2024), russischer Mathematiker
- Anatoli Georgijewitsch Wituschkin (1931–2004), russischer Mathematiker

### Anatolij
- Anatolij Arzebarskyj (* 1956), sowjetischer Kosmonaut ukrainischer Abstammung
- Anatolij Bondartschuk (* 1940), sowjetisch-ukrainischer Hammerwerfer
- Anatolyj Brusylowskyj (* 1932), ukrainisch-russischer Grafiker und Fotograf
- Anatolij Chorosow (1924–2011), ukrainischer Eishockeyfunktionär
- Anatolij Demjanenko (* 1959), ukrainischer Fußballspieler und -trainer
- Anatolij Hryzenko (* 1957), ukrainischer Militär und Politiker
- Anatolij Jarosch (* 1952), ukrainischer Kugelstoßer
- Anatolij Kaschtan (* 1987), ukrainischer Radrennfahrer
- Anatolij Kinach (* 1954), ukrainischer Politiker
- Anatolij Mohiljow (* 1955), ukrainischer Politiker
- Anatoliy Mushyk (* 1981), israelischer Gewichtheber ukrainischer Abstammung
- Anatolij Naumenko (* 1941) ist ein ukrainischer Literaturforscher, Linguist und Didaktiker
- Anatolij Onoprijenko (1959–2013), ukrainischer Serienmörder
- Anatolij Pachtussow (* 1985), ukrainischer Radrennfahrer
- Anatolij Ponomarenko (1947–2008),n sowjetischer und ukrainischer Diplomat
- Anatolij Pyssarenko (* 1958), sowjetischer Gewichtheber
- Anatolij Reschetnjak (* 1955), ukrainischer Mittelstreckenläufer
- Anatolij Scharij (* 1978) ist ein ukrainischer Journalist und Webvideoproduzent
- Anatolij Slenko (1938–2021), ukrainischer Politiker und Diplomat
- Anatolij Sossnizkij (* 1990), ukrainischer Radrennfahrer
- Anatolij Michailowitsch Stößel (1848–1915), russischer Baron und General
- Anatolij Tymoschtschuk (* 1979), ukrainischer Fußballspieler

### Anatolios
- Anatolios von Konstantinopel († 458), Patriarch von Konstantinopel von 451 bis 458
- Anatolios von Laodicea (* um 220; † um 282),  griechischer Mathematiker und Aristoteliker

### Anatols
- Anatols Imermanis (1914–1998), lettischer Schriftsteller und Maler

### Anatoly
- Anatoly Balchev (* 1946), russischer Komponist, Schauspieler, Drehbuchautor und Regisseur
- Anatoly Bannik (1921–2013), sowjetischer Schachspieler
- Anatoly Donchenko (* 1940), deutscher Schachspieler mit Wurzeln in der Sowjetunion
- Anatoly Liberman (* 1937), russisch-US-amerikanischer Linguist und Mediävist
- Anatoly Snigirev (* 1957), russisch-französischer Physiker im Bereich der Röntgenoptik
- Anatoly Shapiro (1913–2005) war ein jüdischer Soldat der Roten Armee
- Anatoly Sokolov (* 1953), russisch-deutscher Kunstmaler und Kunstpädagoge

## Verwendung als Künstlername
- Anatoly (* 1999), ukrainischer Gewichtheber und Webvideoproduzent